# Gejza Šlapka
Gejza Šlapka (* 10. ledna 1928 Rišňovce – 17. ledna 2017 Veľký Biel) byl slovenský a československý politik Komunistické strany Slovenska, vedoucí tajemník Městského výboru KSS v Bratislavě a poslanec Sněmovny národů Federálního shromáždění za normalizace.

## Biografie
V letech 1961-1963 byl tajemníkem Městského výboru KSS v Bratislavě, v letech 1967-1969 tajemníkem Krajského výboru KSS pro Západoslovenský kraj, v období let 1969-1970 pak působil jako tajemník a od roku 1970 coby vedoucí tajemník Městského výboru KSS v Bratislavě. Tento post zastával až do konce 80. let. V letech 1950-1989 se uvádí jako účastník zasedání Ústředního výboru Komunistické strany Slovenska, přičemž od roku 1971 byl členem ÚV KSS a předsednictva ÚV KSS. Zastával i posty v celostátní komunistické straně. XIV. sjezd KSČ ho zvolil do funkce člena Ústředního výboru Komunistické strany Československa. XV. sjezd KSČ, XVI. sjezd KSČ a XVII. sjezd KSČ ho ve funkci potvrdil. V roce 1978 mu byl udělen Řád práce, předtím roku 1973 Řád Vítězného února.
Ve volbách roku 1971 zasedl do slovenské části Sněmovny národů (volební obvod č. 77 – Staré Mesto, Bratislava). Mandát obhájil ve volbách roku 1976 (obvod Staré Mesto), volbách roku 1981 (obvod Staré Mesto) a volbách roku 1986 (obvod Staré Mesto). Ve Federálním shromáždění setrval do prosince 1989, kdy rezignoval na poslanecký post v rámci procesu kooptace do Federálního shromáždění po sametové revoluci.
Po odchodu z vrcholné politiky si udržel levicové názory. V květnu 2001 se například účastnil oslav 80 let od založení KSČ.